# フラウンホーファー線

可視スペクトルの波長は約380-740 nm。 フラウンホーファー線は暗線として観測される。

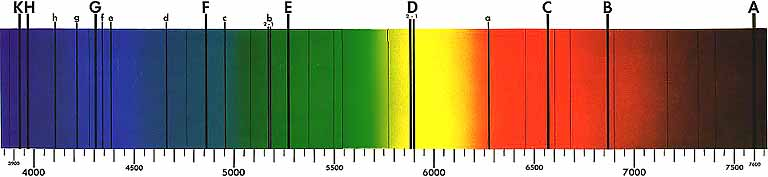
フラウンホーファー線

フラウンホーファー線（フラウンホーファーせん、英語: Fraunhofer lines）は、太陽光等の連続した光のスペクトルにおいて、ところどころに生じている暗線のこと。光源から観測地点までの間に存在する様々な物質が、特定の波長の光を強く吸収するために生じる。

## 歴史
フラウンホーファー線は、一連のスペクトルで、ドイツの物理学者ヨゼフ・フォン・フラウンホーファーの名前に由来する。太陽光の可視光スペクトルのなかに暗線として観測された。
1802年、イギリスのウイリアム・ウォラストンは、太陽光のスペクトルのなかにいくつかの暗線が存在することを報告した。1814年にフラウンホーファーは、ウォーラストンとは別に、暗線を発見し、系統的な研究を行い、570を超える暗線について波長を計測した。主要な線にAからKの記号をつけ、弱い線については別の記号をつけた。その後、グスタフ・キルヒホフとロベルト・ブンゼンによって、それぞれの線が、太陽の上層に存在するいろいろな元素や地球の大気中の酸素などによって吸収されたスペクトルであることが示された。

## 用途
天体物理学において、天体から届く光のスペクトルを観測し、赤方偏移によるフラウンホーファー線のズレを調べることで、その天体と太陽系との距離を推定することができる。また、フラウンホーファー線の有無から、その天体の組成を推定することができる。
下表に主なフラウンホーファー線の記号と波長を示す。
| 記号 | 元素 | 波長 (nm) |
| ---- | ---- | --------- |
| y    | O2   | 898.765   |
| Z    | O2   | 822.696   |
| A    | O2   | 759.370   |
| B    | O2   | 686.719   |
| C    | H α  | 656.281   |
| a    | O2   | 627.661   |
| D1   | Na   | 589.594   |
| D2   | Na   | 588.997   |
| D3   | He   | 587.565   |
| E2   | Fe   | 527.039   |
| b1   | Mg   | 518.362   |
| b2   | Mg   | 517.270   |
| b3   | Fe   | 516.891   |
| b4   | Fe   | 516.751   |
| b4   | Mg   | 516.733   |

| 記号 | 元素 | 波長 (nm) |
| ---- | ---- | --------- |
| c    | Fe   | 495.761   |
| F    | H β  | 486.134   |
| d    | Fe   | 466.814   |
| e    | Fe   | 438.355   |
| G'   | H γ  | 434.047   |
| G    | Fe   | 430.790   |
| G    | Ca   | 430.774   |
| h    | H δ  | 410.175   |
| H    | Ca+  | 396.847   |
| K    | Ca+  | 393.368   |
| L    | Fe   | 382.044   |
| N    | Fe   | 358.121   |
| P    | Ti+  | 336.112   |
| T    | Fe   | 302.108   |
| t    | Ni   | 299.444   |

C-、 F-、 G'-、 h- 線は水素のバルマー系列 である。
D3線は光球の光に見られる吸収線（暗線）ではなく、彩層の光に見られるヘリウムの発光線（輝線）であり、1868年8月18日の皆既日食のときロッキヤーによって発見された。